# Света Троица в Словенских горицах
Света Троица в Словенских горицах (на словенски: Sveta Trojica v Slovenskih goricah) е село в Словения, Подравски регион. Административен център на община Света Троица в Словенских горицах. Според Националната статистическа служба на Република Словения през 2002 г. селото има 465 жители.